# Tomort
Tomort (chinês simplificado 博格达峰, chinês tradicional 托木爾提峰; Pinyin: Tuōmù'ěrtí Fēng) é uma montanha da República Popular da China com 4886 metros de altitude, sendo o ponto mais alto da cordilheira Karlik Shan, parte de Tian Shan.